# Kimberley Stanfield
Kimberley Stanfield (Vancouver, Columbia Británica, Canadá, 18 de noviembre de 1981) es una modelo y actriz canadiense que fue playmate de julio de 2001 de la revista playboy. Además de su aparición en la revista también lo hizo en varios videos playboy y ediciones especiales de la revista.
Stanfield se graduó en Lord Byng High School y fue novia formal de Hugh Hefner. siendo las más joven de las siete novias de Hefner en 2001 con 18 años de edad.